# Phantyna pixi
Phantyna pixi är en spindelart som först beskrevs av Chamberlin och Willis J. Gertsch 1958.  Phantyna pixi ingår i släktet Phantyna och familjen kardarspindlar. Inga underarter finns listade i Catalogue of Life.